# Koenigsegg CCXR
Koenigsegg CCXR е суперавтомобил представен от Koenigsegg през март 2008 г.